# Margelle (film)
Pour les articles homonymes, voir Margelle (homonymie).
Margelle (On the Edge/Fawha) est un court métrage franco-marocain écrit et réalisé par Omar Mouldouira. Il a été diffusé pour la première fois sur France 2 dans l'émission Histoires courtes, en décembre 2012.

## Synopsis
À Boujaâd, une bourgade marocaine ancestrale où mythes et légendes vont bon train, Karim, fils unique de parents modestes âgé de sept ans, se débat avec ses peurs d’enfant et son désir pressant d’être un homme.

## Fiche technique
- Titre français : Margelle
- Titre international : On the Edge
- Titre arabe : Fawha
- Réalisation : Omar Mouldouira
- Scénario : Omar Mouldouira
- Animation sable : David Myriam
- Musique originale : Safy Boutella
- Photographie : Frank Van Vught
- Montage : Emmanuelle Mimran
- Ingénieur du son : Murielle Damain
- Perchman / Monteur son : David Amsalem
- Mixage : Zaki Allal
- Producteurs délégués : Philippe Avril, Mohamed Nadif
- Coproducteurs : Stéphane Lehembre, Yov Moor
- Pays d'origine :  Maroc et  France
- Langue originale : marocain
- Format : couleur
- Genre : drame
- Durée : 29 minutes

## Distribution
- Oussama Bahouane : Karim
- Touria Alaoui : Fatima
- Hatim Saddiki : Messaoud
- Hamza Alkaoui : Mehdi
- Aziz El Hattab : Ali

## Production
Le film a été produit par Awman Productions (Maroc), Les Films de l'étranger et Wallpaper Productions (France) en association avec Unlimited, Citron bien et Dadson et avec la participation de France Télévisions. Il a été soutenu par le Centre cinématographique marocain (CCM), le Centre national du cinéma et de l'image animée (contribution financière), la Région Alsace et la Communauté urbaine de Strasbourg en partenariat avec le CNC.

## Distinctions

### Récompenses
- février 2013 : prix du scénario - prix de la critique – prix cinemag au 14e Festival national du film marocain de Tanger
- avril 2013 : grand prix au 6e festival international Cinémana de Tanger
- avril 2013 : prix du jury au 2e Festival du film maghrébin de Oujda
- juin 2013 : prix du meilleur court-métrage au 4e Festival des rives de la Méditerranée de Puteaux
- octobre 2013 : finaliste au 3e festival international du film Eastern Breeze de Toronto
- novembre 2013 : mention spéciale du jury au 1er Festival d’Alger du cinéma maghrébin
- novembre 2013 : mention spéciale du jury lycéen au 11e Festival des cinémas d'Afrique du pays d'Apt
- janvier 2014 : prix spécial du jury professionnel - prix du jury adulte au 14e festival du film court francophone Un poing c'est court de Vaulx-en-Velin
- février 2014 : prix de public à la 35e édition Short Screens de Bruxelles
- mars 2014 : mention spéciale au 10e Festival international du film pour l’enfance et la jeunesse de Sousse
- avril 2014 : trophée Come to my Home de la Fondation cultures du monde
- mai 2014 : prix spécial du meilleur court-métrage à valeur éducative au 24e Festival africain, d’Asie et d’Amérique Latine de Milan
- septembre 2014 : grand prix au 3e Festival international du film pour l'enfance de Chefchaouen
- novembre 2014 : prix du jury de la diaspora africaine au 14e festival Lumières d'Afrique de Besançon
- avril 2015 : prix coup de cœur du public au 10e Panorama des cinémas du Maghreb et du Moyen-Orient

### Festivals
- décembre 2012 : 9e Festival international du film de Dubaï
- mars 2013 : 19e Festival du cinéma méditerranéen de Tétouan
- mars 2013: 2e Festival du film africain de Louxor
- mars 2013 : 7es Journées cinématographiques de Beyrouth
- avril 2013 : 8e Festival international du film oriental de Genève
- mai 2013 : 7e Festival de Sebou du court-métrage de Kénitra
- août 2013 : 15e Festival du monde arabe du court métrage d'Azrou/Ifrane
- septembre 2013 : 9e Festival international du film musulman de Kazan
- octobre 2013 : 24e Festival du film arabe de Fameck
- octobre 2013 : 11e Festival du court métrage méditerranéen de Tanger
- novembre 2013 : Rencontres du Maghreb des films de L'Institut du monde arabe à Paris
- novembre 2013 : 1er Festival international d’Ifni du cinéma du Sud
- mars 2014 : 2es Rencontres nationales du cinéma de la Marge de Guercif
- mars 2014 : 5e Rencontres autour des cinémas d’Afrique de Saint-Étienne
- avril 2014 : 30e festival de cinéma Vues d'Afrique de Montréal, Québec et Ottawa
- avril 2014 : 8e Festival national du film d'amateurs de Settat
- avril 2014 : 2e Festival international du film arabe de Zurich
- septembre 2014 : Festival africain Out of Europe XIII de Cologne
- juillet 2014 : Focus on Moroccan cinema au British Film Institut
- octobre 2014 : 3e festival du cinéma arabe Aflam du sud de Bruxelles
- novembre 2014 : 19es Rencontres du cinéma francophone en Beaujolais
- janvier 2015 : 7e Festival du film du Moyen-Orient et de la région de l'Afrique du Nord de Sofia
- avril 2015 : 10e festival du film africain AfryKamera en Pologne
- août 2015 : 10e festival Cinémas d'Afrique de Lausanne
- octobre 2015 : Festival international World of Film de Glasgow
- novembre 2015 : 12e Festival du film d'éducation d'Évreux
- avril 2016 : ateliers ciné-philo du 11e Panorama des cinémas du Maghreb et du Moyen-Orient

## Sorties
La première diffusion télévisée de Margelle a eu lieu le 3 décembre 2012 à 0 h 20 sur France 2 dans le cadre de l'émission Histoires courtes (cycle "Il était plusieurs fois…").
- Diffusion sur tv5 monde (sud côté court 18 juin 2015)
- Diffusion sur 2m Maroc (cinestars 30 mars 2014)
- Pré-achat et diffusion sur France 2 (Histoires courtes 2 décembre 2012 et 23 mars 2014)
- Diffusion sur BBC arabic (cinema badila 1er février 2014 et 17 mai 2014)